# Interiors
Interiors（インテリアズ）は、1980年代に活動した日向大介・野中英紀を中心とした音楽ユニット。

## 概要
バークリー音楽大学に留学していたメンバー4人はYMOの『BGM』に触発される。その後、日向を中心としていたバンド「アイズ」「スノウ」を前身とし、発展解消する形で結成された。
細野晴臣のサポートを受けYENレーベルより『Interior』でメジャー・デビュー。その後¥ENのオムニバスアルバムにも参加する。
活動開始当初は「Interior」名義で活動。
¥EN活動終了後の1985年、沢村・別当が脱退。ウィリアム・アッカーマンに見出され、『Interior』をワールドワイド向けに再度ミキシングを行い、「Interiors」名義でウィンダム・ヒル・レコードより世界発売する。同時にユニット名も「Interiors」と改名した。
オムニバスアルバム『Windham Hill Records Sampler '86』に参加。収録された「Hot Beach」がグラミー賞のニューエイジ・プロデューサー・アーティスト部門にノミネートされた。
アルバム『Design』の発表を最後に自然解散した。

## メンバー
- 日向大介（ひなた だいすけ）
  - シンセサイザー、キーボード、ピアノ
  - 作曲、編曲、プロデュース
- 野中英紀（のなか ひでき）
  - ギター、キーボード
  - 作曲、編曲、プロデュース
- 沢村満（さわむら みつる）
  - サクソフォーン、キーボード
  - 作曲、編曲
- 別当司（べっとう つかさ）
  - ドラムス、パーカッション
  - 編曲

## ディスコグラフィ

### スタジオ作品
- Interior （1982年10月21日）
- Design （1987年7月20日）

### 参加作品
- Yen Manifold Vol. 1 （1983年）
- YEN卒業記念アルバム （1985年）
- Windham Hill Records Sampler '86 （1986年）

| スタブアイコン | サブスタブ | この項目は、まだ閲覧者の調べものの参照としては役立たない、音楽関係者（バンド等）に関連した書きかけの項目です。この項目を加筆・訂正などしてくださる協力者を求めています（P:音楽/PJ:芸能人）。 |